# トーマス・シュトゥルート
トーマス・シュトゥルート (Thomas Struth、1954 - ) は、ドイツ生まれの写真家。
1970 年代に撮影されたデュッセルドルフとニューヨークのストリートを撮影した家族のポートレートやモノクロ写真、ミュージアム フォト シリーズで最もよく知られている。シュトゥルースは現在、ベルリンとニューヨークを行き来しながら活動。

## 来歴
デュッセルドルフ美術アカデミーでゲハルト・リヒターに絵画を、ベルント・ベッヒャーに写真を学ぶ。

## 主な作品
- 「パラダイス」　1988年